# Бел Рајв (Илиноис)
Бел Рајв (енгл. Belle Rive) град је у америчкој савезној држави Илиноис.

## Демографија
По попису из 2010. године број становника је 361, што је 10 (-2,7%) становника мање него 2000. године.
| Група             | 2000.       | 2010.       |
| Белци             | 362 (97,6%) | 346 (95,8%) |
| Афроамериканци    | 2 (0,5%)    | 0 (0,0%)    |
| Азијати           | 0 (0,0%)    | 3 (0,8%)    |
| Хиспаноамериканци | 0 (0,0%)    | 5 (1,4%)    |
| Укупно            | 371         | 361         |